# Veronika Gratz
Veronika Gratz (* 25. Mai 1992 in Garmisch-Partenkirchen) ist eine deutsche Fußballtorhüterin, die seit dem 1. Juli 2022 vereinslos ist.

## Karriere

### Vereine
Gratz wurde von ihren Cousins zum Training mitgenommen. Sie begann als Achtjährige beim SV Ohlstadt mit dem Fußballspielen, für den sie in sieben Jahren (in der F-Jugend noch als Feldspielerin) als Torfrau agierte. Mit 15 Jahren wechselte sie zum FFC Wacker München und wurde mit 18 Jahren Stammtorhüterin in der Regionalligamannschaft. Am 2. November 2008 (8. Spieltag) absolvierte sie  16-jährig ihr einziges Spiel in der 2. Bundesliga, als sie bei Bayer 04 Leverkusen mit der Mannschaft 0:4 verlor. Nachdem sie zur Saison 2011/12 zum Bundesligisten FC Bayern München gewechselt war, gab sie mit ihrer Einwechslung zur zweiten Halbzeit für Kathrin Längert am 28. August 2011 (2. Spieltag) bei der 1:3-Niederlage im Auswärtsspiel gegen den SC Freiburg ihr Bundesligadebüt. Im Juni 2014 kehrte sie vom FC Bayern München zum FFC Wacker München zurück. In den Saisons beim FFC Wacker von 2010/11 bis einschließlich 2016/17 verpasste Graz kein einziges Spiel und absolvierte 86 Spiele in Folge für den Klub. Am letzten Spieltag der Saison 16/17 wurde sie in der 90. Minute als Feldspielerin für Paula Ulreich eingewechselt.
Am Saisonende 2018/19 reichte der 12. von 14 Plätzen nicht aus, um die Klasse mit Wacker halten zu können; seitdem spielt sie für den Verein in der viertklassigen Bayernliga.

### Nationalmannschaft
Gratz gelangte über die Oberbayernauswahl (2005–2006) und Bayernauswahl (2006–2011) in die U15-Nationalmannschaft, in der sie am 16. August 2006 in Northeim beim 9:1-Sieg über die schottische Auswahl debütierte. Zwei Tage später bestritt sie in Einbeck als Einwechselspielerin beim 5:0-Sieg über die irische Auswahl ihr zweites Länderspiel.

## Erfolge
- Bayerischer Pokalsieger 2017
- DFB-Pokal-Sieger 2012
- Aufstieg in die Bayernliga 2010
- Zweite beim U-15-Länderpokal 2006

## Sonstiges
Gratz beendete ihre Ausbildung zur Verwaltungsfachangestellten im August 2011. 2014 bis 2016 absolviert sie eine Weiterbildung zur Verwaltungsfachwirtin.